# Генри (Теннесси)
Генри (англ. Henry) — город, расположенный в округе Генри (штат Теннесси, США) с населением в 520 человек по статистическим данным переписи 2000 года, 447 человек по оценке 2019 года (298-й по количеству жителей город штата).

## География
По данным Бюро переписи населения США город Генри имеет общую площадь в 3,1 квадратных километров, водных ресурсов в черте населённого пункта не имеется.
Город Генри расположен на высоте 167 метров над уровнем моря.

## Демография
По данным переписи населения 2000 года в Генри проживало 520 человек, 141 семья, насчитывалось 191 домашнее хозяйство и 207 жилых домов. Средняя плотность населения составляла около 167 человек на один квадратный километр. Расовый состав Генри по данным переписи распределился следующим образом: 82,88 % белых, 14,42 % — чёрных или афроамериканцев, 0,38 % — коренных американцев, 2,31 % — других народностей. Испаноговорящие составили 6,73 % от всех жителей города.
Из 191 домашнего хозяйства в 40,3 % — воспитывали детей в возрасте до 18 лет, 52,4 % представляли собой совместно проживающие супружеские пары, в 19,4 % семей женщины проживали без мужей, 25,7 % не имели семей. 20,9 % от общего числа семей на момент переписи жили самостоятельно, при этом 7,9 % составили одинокие пожилые люди в возрасте 65 лет и старше. Средний размер домашнего хозяйства составил 2,72 человек, а средний размер семьи — 3,16 человек.
Население города по возрастному диапазону по данным переписи 2000 года распределилось следующим образом: 30,2 % — жители младше 18 лет, 8,7 % — между 18 и 24 годами, 31,5 % — от 25 до 44 лет, 19,0 % — от 45 до 64 лет и 10,6 % — в возрасте 65 лет и старше. Средний возраст жителей составил 33 года. На каждые 100 женщин в Генри приходилось 89,8 мужчин, при этом на каждые сто женщин 18 лет и старше приходилось 88,1 мужчин также старше 18 лет.
Средний доход на одно домашнее хозяйство в городе составил 26 333 доллара США, а средний доход на одну семью — 30 714 долларов. При этом мужчины имели средний доход в 21 250 долларов США в год против 21 667 долларов среднегодового дохода у женщин. Доход на душу населения в городе составил 12 663 доллара в год. 15,0 % от всего числа семей в округе и 18,7 % от всей численности населения находилось на момент переписи населения за чертой бедности, при этом 22,4 % из них были моложе 18 лет и 12,5 % — в возрасте 65 лет и старше.